# Kuon-ji

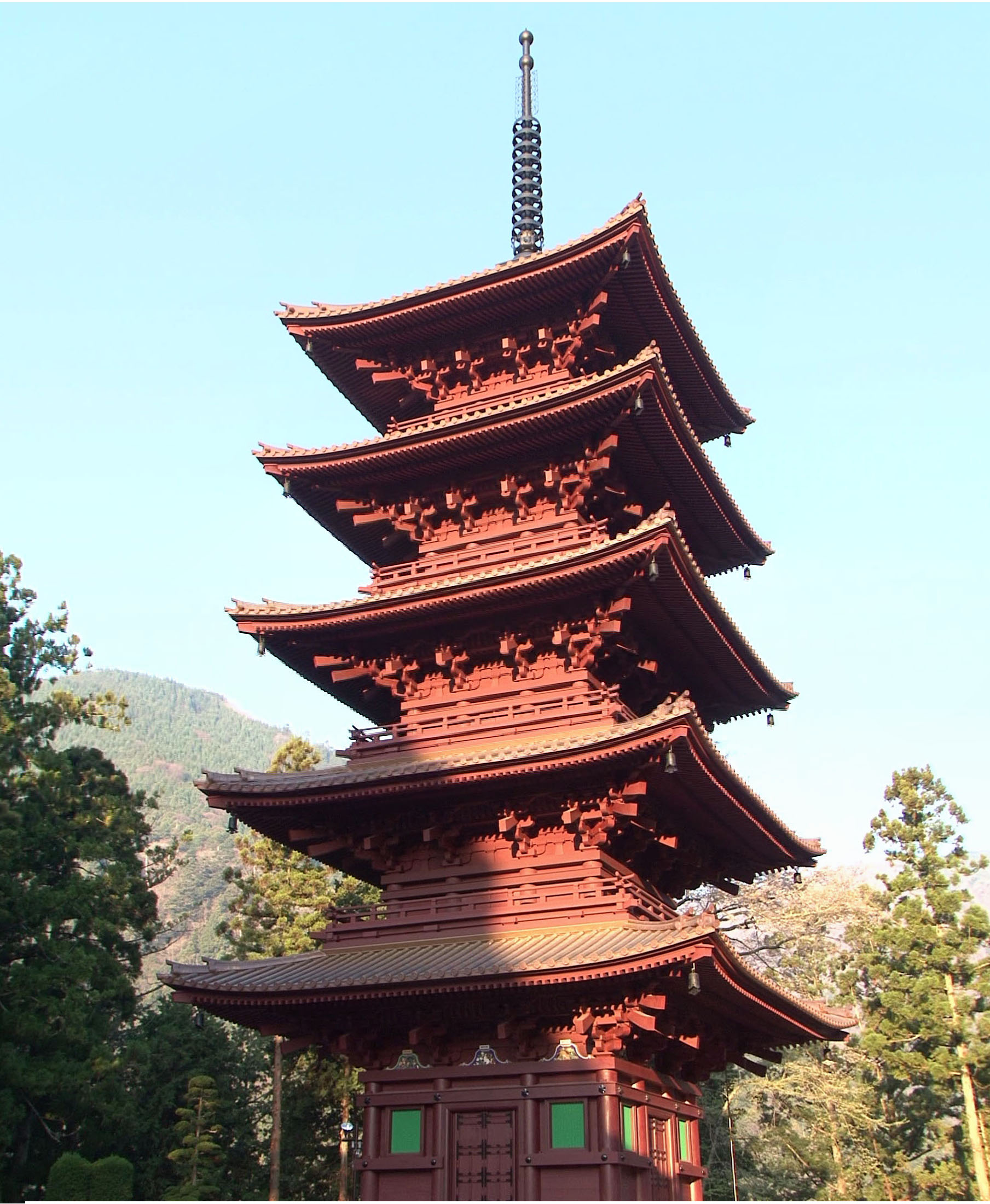
La pagode (Tō) du Kuon-ji.

Le Kuon-ji (久遠寺) est un important temple bouddhique situé à Minobu, dans la préfecture de Yamanashi (ancienne province de Kai) au Japon. Fondé par le moine Nichiren en 1281, il est le temple principal de la secte bouddhique Nichiren Shū, et il abrite la tombe de Nichiren. Les habitants de la région l'appellent le Temple Minobu-san (« mont Minobu »), d'après la montagne sur laquelle il est construit.

## Histoire
En 1274, au terme de son exil dans l'île de Sado, Nichiren passe un mois à Kamakura, puis quitte la ville, sans but vraiment précis. Il arrive au mont Minobu, à quelque 150 km à l'ouest de Kamarkura, le 17 mai 1274. Il est là sur les terres de Nambu Sanenaga (南部六郎 実長), qui est le seigneur et l'intendant de l'endroit et qui a adopté les enseignements de Nichiren. Il pense d'abord faire là une brève halte, mais il se voit retenu par Sanenaga et plusieurs adeptes laïcs des environs (dont des samouraïs) qui, tous, veulent le servir et le protéger. Par ailleurs, le mont Minobu était pour lui un symbole du Pic des Vautours, où le Sûtra du Lotus avait été prêché. Il décide donc de s'installer dans cette région escarpée et de fonder un ermitage avec l'aide de toutes ces personnes, où il s'installe un mois après son arrivée. Il fera de l'endroit son centre, attirant des disciples et continuant à écrire.
En effet, si Nichiren y passe les premiers mois avec seulement un petit groupe d'étudiants choisis, bientôt la communauté augmente, pour atteindre un centaine de personnes en 1279, à quoi s'ajoute l'afflux de nombreux visiteurs. Enfin, le 24 novembre 1281, Nichiren quitte ses quartiers dans le but de fonder non loin de là un temple qu'il appelle Minobusan Kuon-ji, et c'est là qu'il vivra et enseignera jusqu'à la fin de sa vie,. 
Cependant, ce n'est pas là que Nichiren meurt: à l'automne 1282, il se rend dans la province de Hitachi une source d'eau chaude dans la province de Hitachi pour se soigner et se recueillir en chemin sur la tombe de ses parents. Pourtant, Il décède durant son voyage, à l'âge de soixante ans, à Ikegami, dans la province de Musashi (aujourd'hui Tokyo). Il a en fait décidé d'y rester et d'y mourir. Mais conformément à ses dernières volontés, ses cendres sont ramenées au Kuon-ji et déposées dans un mausolée qui se trouve près du lieu où avait été construit son ermitage,.

### Développements ultérieurs
Le temple devient par la suite l'un des principaux temples de l'école Nichiren, et c'est là que se trouve la tombe du fondateur. Il a été sous la protection, entre autres, des familles Takeda et Tokugawa. En 1706, il est consacré Chokugan-ji (« Temple du vœu impérial »), titre décerné à une catégorie de temples fondés par un empereur désireux, après qu'un de ses vœux eut été réalisé, de remercier la divinité qui l'a aidé. Ces temples se trouvaient hiérarchiquement au-dessus des autres. Cette distinction a été supprimée en 1871,. 
Le temple a brûlé à plusieurs reprises, entre autres en 1875, où il fut détruit par un incendie et aussitôt reconstruit.

## Caractéristiques
Le temple est célèbre pour les deux cent quatre-vingt-sept marches de son escalier de pierre connues localement sous le nom « les marches de l'illumination » que gravissent annuellement des pèlerins en chantant. Le dragon d'or peint sur le plafond noir du temple principal est une caractéristique notable généralement soulignée par les moines du temple car le dragon a cinq orteils, ce qui en fait un dragon japonais.
La floraison de milliers de cerisiers du Japon, dont certains sont âgés de quatre cents ans, fait aussi de ce temple une destination touristique populaire. Il est d'ailleurs un des dix meilleurs sites de cerisiers du Japon.
Plus de 1,5 million de personnes visitent le temple chaque année. Il est accessible en bus ou en voiture. Derrière le temple, un téléphérique emmène les touristes et les pèlerins au sommet de la montagne pour visiter d'autres temples.
Le temple fait partie des Kai Hyakuhachi Reijō (« 108 lieux spirituels de Kai »). Il est aussi connu parce qu'il est au nombre des temples qui ont une triple porte d'entrée (sanmon). Elle a été bâtie en 1642 et restaurée en 1907.

## Galerie

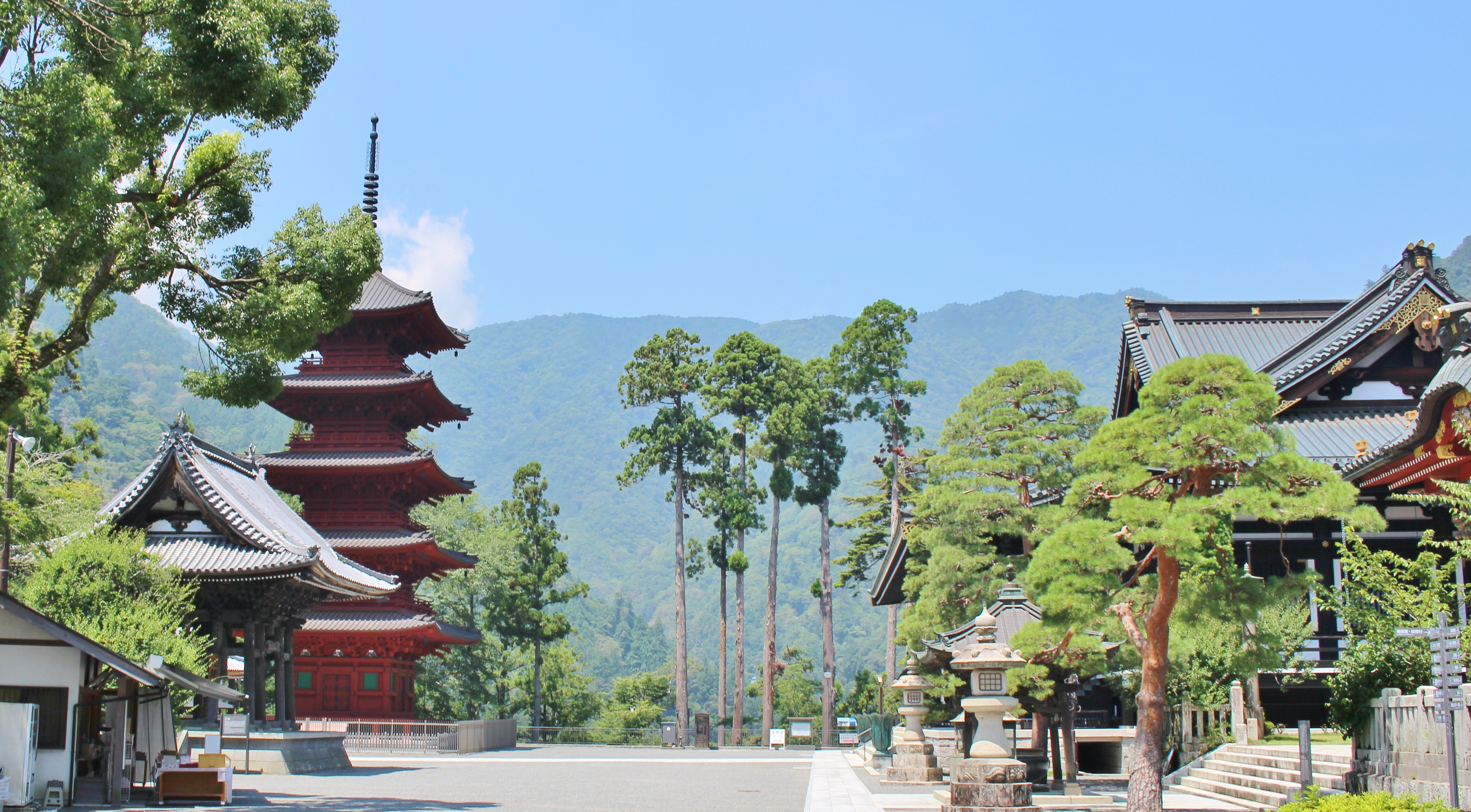
Vue panoramique, avec la pagode et, devant elle, la « tour » pour la cloche.
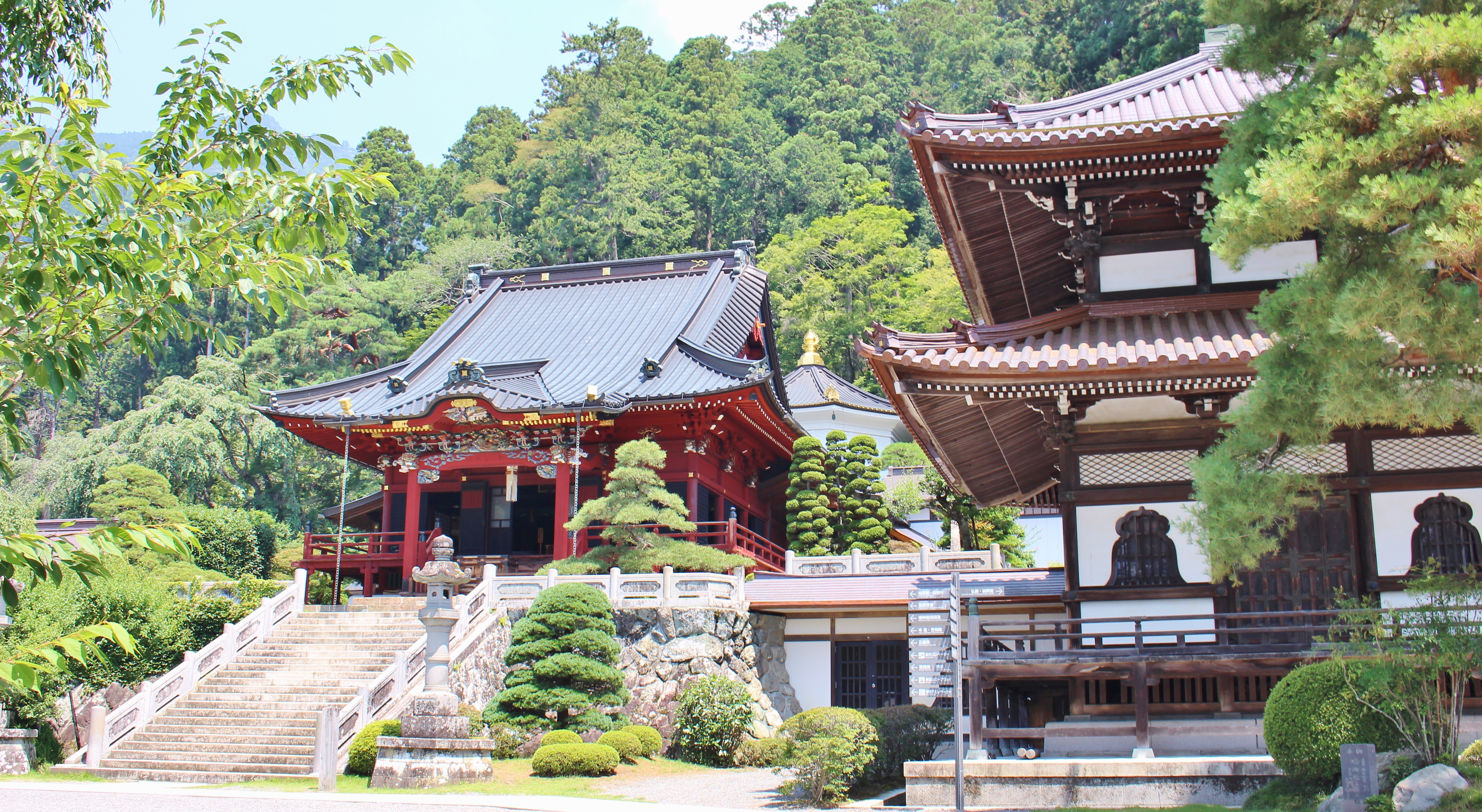
Vue panoramique.
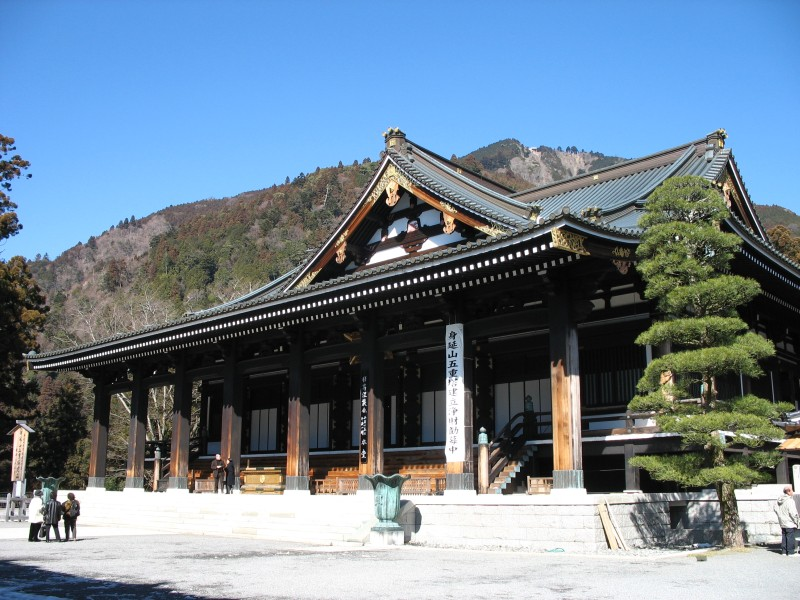
Un des bâtiments du temple, avec à l'arrière-plan le mont Minobu.
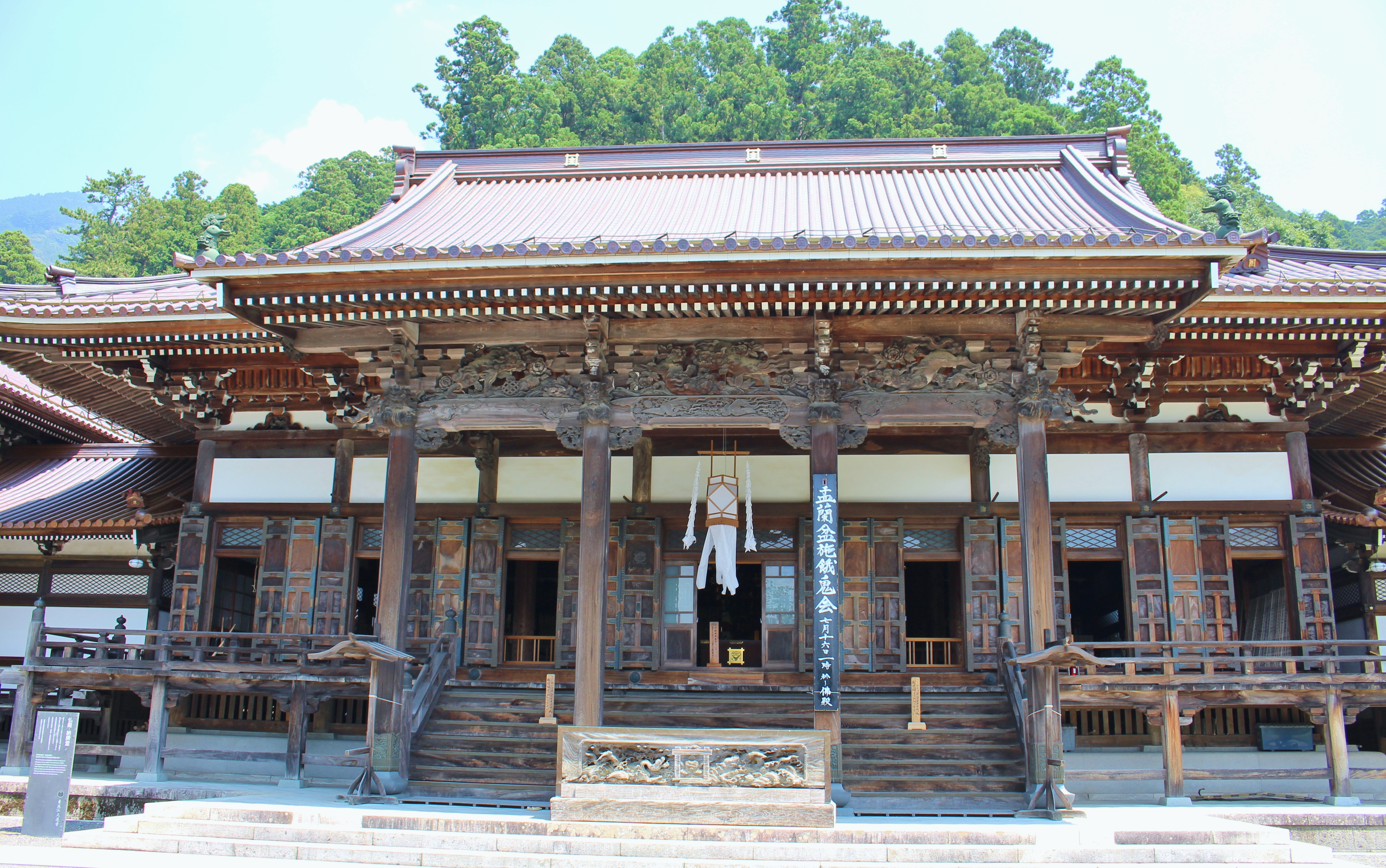
Le hondo (bâtiment principal d'un temple japonais).
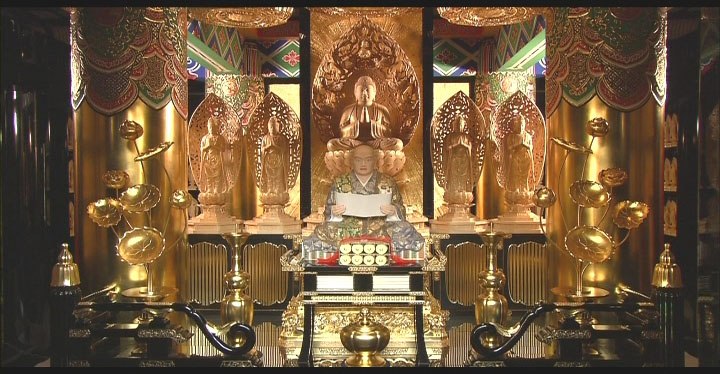
Intérieur du hondo. Au premier plan, statue de Nichiren, avec des rouleaux de textes.
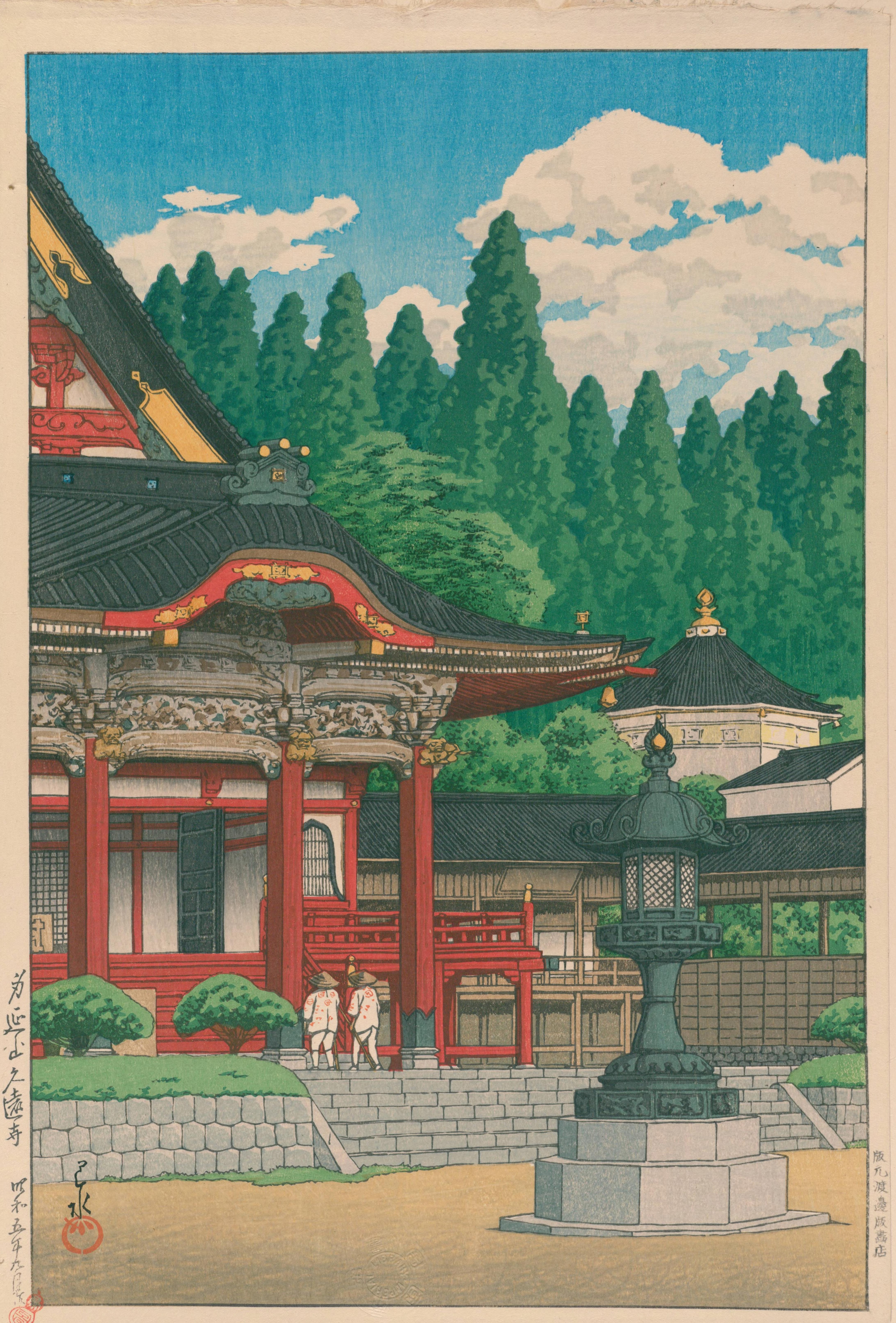
Kawase Hasui, Minobusan Kuonji, 1930.
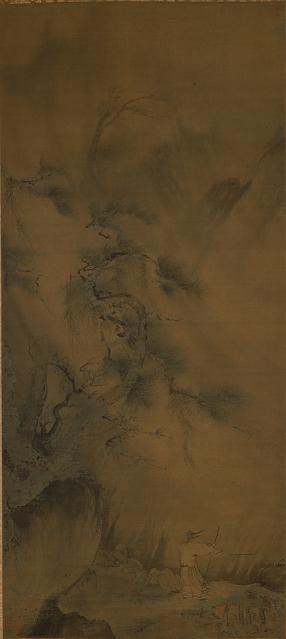
Hu Zhifu, Montagne en été (絹本著色夏景山水図, « kenpon choshoku kakei sansui-zu »). Rouleau suspendu, 126.9 cm x 54.5 cm; couleur sur soie, XIIIe siècle. L'œuvre, reconnue Trésor national du Japon(catégorie peinture).